# ジャック・キュリー
ジャック・キュリー（Paul-Jacques Curie、1856年10月29日 - 1941年2月19日）は、フランスの物理学者でモンペリエ大学教授。弟のピエール・キュリーと共に1880年代に焦電効果を研究し、圧電効果の基本的なメカニズムを発見した。パリ出身。
1883年、モンペリエ大学の鉱物学の教授に任命された。1887年から1889年までフランス領アルジェリアに派遣されたのち、亡くなるまでモンペリエで過ごした。